# شهرستان نکا
شهرستان نکا یکی از شهرهای استان مازندران است که از غرب به میاندورود و ساری، از شرق به بهشهر، از شمال به دریای خزر و از جنوب به دامنه‌های رشته‌کوه های البرز و استان سمنان متصل است. مرکز این شهرستان شهر نکا است.

## تقسیمات کشوری
- بخش مرکزی
  - دهستان پی‌رجه
  - دهستان قره‌طغان
  - دهستان مهروان

- بخش هزارجریب
  - دهستان استخرپشت
  - دهستان زارم‌رود

## مراکز دیدنی
آب معدنی قرمرض، دریاچه استخرپشت، غار باستانی کمیشان، برج آرامگاهی امامزاده عبدالله، آبشار لیدر روستای ارم، جنگل‌های نکا در منطقه هزارجریب، امامزاده یحیی نزدیک روستای سیکا و... از معروف‌ترین مناطق شهرستان نکا به‌شمار می‌آیند.
دریاچه طبیعی روستای استخرپشت که در سی و پنج کیلومتری شهر نکا قرار دارد، روزگاری با نیزارهای حاشیه خود نزدیک به بیست هکتار از محیط اطراف را پوشش می‌داد. در چند دهه اخیر به دلیل بی‌توجهی به این منبع طبیعی نادر وسعت آن به چهار هکتار تقلیل یافته و روز به روز از آن کاسته می‌شود.
این دریاچه کوچک و گمنام با مرداب‌های اطراف خود منظره رؤیایی را در منطقه پدید آورده است که در اولین نگاه هر بیننده‌ای را مجذوب خود می‌کند. دریاچه استخرپشت که آب آن به‌طور غیر محسوس از کف دریاچه تأمین می‌شود، سال‌های سال است که برای آبیاری دست کم ۵۰ هکتار از شالیزارهای روستاهای مجاور مورد استفاده قرارمی گیرد. مرداب اطراف این دریاچه روزگاری دراز پناهگاه امنی برای پرندگان بومی خصوصاً اردک‌های وحشی بود اما متأسفانه در چند سال اخیر به دلیل تهاجم شکارچیان مجاز و غیرمجاز به این زیست گاه و کشتار این پرندگان زیبا، نسل آنان در معرض انقراض جدی قرار گرفته‌است. دربارهٔ دریاچه طبیعی استخر پشت که بومیان منطقه به آن اسطل می‌گویند، افسانه‌های بی‌شماری نقل شده و اشعاری در وصف آن سروده شده‌است. البته هنوز هم زیبایی خاصی دارد که هر ساله پذیرا مسافرای زیادی از تمام نقاط ایران است.

## صنایع
نیروگاه شهید سلیمی، شرکت کشتی سازی صدرا، پایانه نفتی نکا، بندر نکا، کارخانه سیلو، کارخانه پنبه، شرکت نکا فولاد، کارخانه سیمان، نکا پلاست، ماشین نکا، کارخانه هوافضای نکا(ساخت هواپیماهای شناسایی) کارخانه سیلو، کارخانه تولید آبگرمکن و بخاری مازند گاز، کارخانه‌های تولیدی آجر سفال در روستای گلبستان